# Roel Bekker
Roelof (Roel) Bekker (Assen, 27 januari 1947) is een Nederlands topambtenaar.
Na het doorlopen van het gymnasium in zijn geboorteplaats ging hij staats- en administratief recht studeren aan de universiteit in Groningen waar hij in 1970 zijn doctoraal haalde. Hierna werd hij medewerker juridische zaken bij het ministerie van VROM waar hij een mooie carrière maakte: medewerker algemene leiding (1972-1976), secretaris Interdepartementale Commissie Groeikernen en Groeisteden (ICOG; 1976-1979) en hoofd planning en voorbereiding directoraat-generaal van de Volkshuisvesting (1979-1981). Hierna was hij twee jaar coördinator woningvoorziening Amsterdam en vervolgens een jaar hoofdingenieur-directeur en inspecteur Volkshuisvesting in Noord-Holland. In 1984 keerde hij terug naar VROM waar hij eerst raadadviseur bij VROM en vanaf 1985 plaatsvervangend secretaris-generaal (SG) was. In 1992 onderbrak hij zijn carrière bij de overheid om senior partner te worden bij Twijnstra Gudde Management Consultants. Zes jaar later keerde hij weer terug bij de rijksoverheid; ditmaal als secretaris-generaal bij het ministerie van VWS.
In april 2007 werd hij secretaris-generaal voor de vernieuwing van de rijksdienst. Deze nieuwe en tijdelijke functie die viel onder de verantwoordelijkheid van de minister van binnenlandse zaken vloeide voort uit het coalitieakkoord van het Kabinet-Balkenende IV. Hij gaf leiding aan de uitvoering van het voorstel van de SG’s "de Verkokering voorbij", dat zich richtte op een kleinere en betere overheid. Het terugdringen van bureaucratie en het verminderen van administratieve lasten vielen in de periode 2007-2010 hieronder. Dit moest leiden tot een bezuiniging van 750 miljoen euro waarbij mogelijk het aantal rijksambtenaren met 15.000 afnam.
In juni 2010 stopte prof. mr. Roel Bekker met zijn werkzaamheden als SG Verandering Rijksdienst. Het veranderingsprogramma loopt wel gewoon door. Bekker: “Er komen forse bezuinigingen aan die grote gevolgen zullen hebben voor het ambtelijke apparaat. Maar daarbij moet je wel aangeven wat er dan minder gedaan moet worden. Je kunt geen grote besparingen op je ambtelijk apparaat doorvoeren als je niet snijdt in de taken en niet besluit om bepaald beleid stop te zetten. Ik hoop dat dat besef doorbreekt.” Ook hoopt Bekker dat voorzichtig wordt omgegaan met fusies van ministeries die een gigantische organisatorische ingreep zouden betekenen.
Prof. mr. Roel Bekker is vanaf juli 2010 bijzonder adviseur bij de Algemene Bestuurs Dienst ABD van het Rijk en hij blijft hoogleraar Arbeidsverhoudingen.